# Біплан Коді для Кубку Мішлен
Біплан Коді для Кубку Мішлен (англ. Cody Michelin Cup Biplane) був експериментальним літаком, розробленим і побудованим у Великій Британії в 1910 році Семюелом Франкліном Коді, видатним шоуменом і піонером авіації. На той момент Коді вже був відомий як конструктор повітряних зміїв для підйому людей і першого літака британської армії в 1908 році, на якому здійснив перший керований політ літака у Сполученому Королівстві:192.

## Передісторія
У 1910 році було запропоновано кілька авіаційних змагань, переможець яких отримував не лише славу, але й велику суму грошей. Серед цих змагань були приз барона де Фореста в розмірі 4000 фунтів стерлінгів за найдовший політ з Британії до пункту призначення в континентальній Європі, Кубок Мішлен та приз за витривалість у розмірі 500 фунтів стерлінгів за найтриваліший політ по замкнутому колу, а також приз 10 000 фунтів стерлінгів, запропоновані газетою Daily Mail за політ Лондон-Манчестер.

## Дизайн

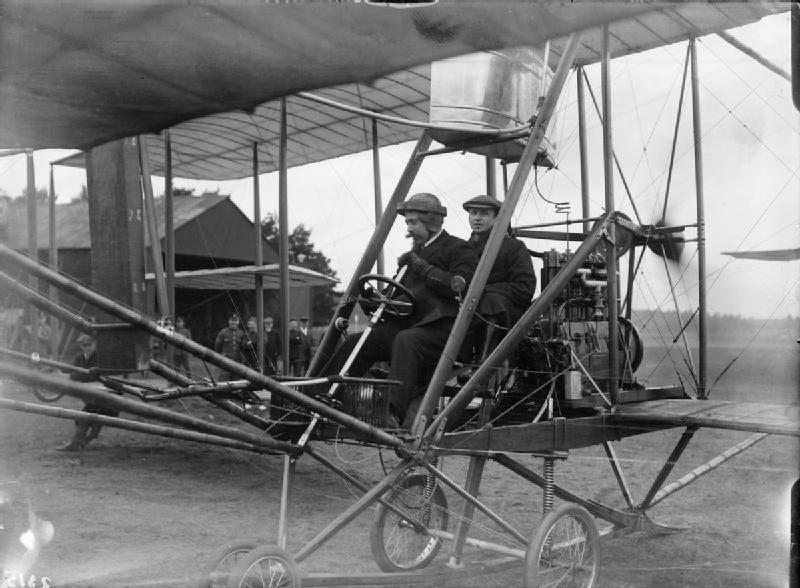
Біля сараю на рівнині Лаффана з Коді та пасажиром на борту.

Після свого успіху з аеропланом для армії Коді почав роботу над новим трьохбалковим біпланом подібної конструкції.
Великий руль висоти, розділений на дві секції в центрі, переміщувався перед крилом на трьох балках, по одній на кожному кінці і з третьою в центрі. Руль висоти керувався парою бамбукових штовхачів, які вели до керуючих важелів, установлених у центрі кожної половини руля.
Прямокутне кермо трималося на двох балках, нижня з яких була прикріплена до вершини перевернутих V-подібних стійок під опорами двигуна, що також підтримували довгий полоз, який виступав назад з-під передньої кромки нижнього крила.
Бічне управління здійснювалося елеронами, встановленими на крайніх міжплощинних стійках кожного крила.
Літак мав шасі з носовою опорою, доповнене довгим полозом, що виступав позаду задньої кромки крила, і невеликими колесами, встановленими на кінцях крил.
Спочатку літак приводився в дію двигуном із водяним охолодженням «Green» потужністю 60 к.с. (45 кВт), встановленим на нижньому крилі, пізніше Коді замінив його на двигун ENV Type F аналогічної потужності. За допомогою ланцюгової передачі двигун приводив в дію дволопатевого пропелера, розташованого позаду посередині між крилами:191.
Журнал сусіднього Олдерштоського полку описує біплан таким, яким він був під час випробувань і аварії. У ньому говорилося, що новий літак мав декілька вдосконалень порівняно з попереднім літаком 1909 року: він був меншим і легшим за попередній, з двома незалежними 4-циліндровими двигунами «Green», встановленими позаду сидіння пілота. Згадується «величезний дерев'яний пропелер», розташований позаду двигунів, і єдина рульова стійка, до якої були прикріплені всі інші важелі управління. Літак описується як чудово оздоблений полірованою деревиною та нікельованим покриттям.

## Польоти
Літак літав з червня 1910 року. За політ 7 червня Коді отримав сертифікат № 9 аероклубу, виконавши кваліфікаційні польоти на рівнині Лаффана поблизу, Фарнборо.
Після аварії, через яку Коді кілька днів пролежав у ліжку, силова установка Green була замінена на двигун ENV Type F потужністю 60 к.с. (45 кВт). До керма було додано фіксовану горизонтальну поверхню, а елерони перемістили всередину та назад, щоб вони знаходилися між задніми стійками та зовнішньою зоною кожного крила:191.
21 липня Коді встановив новий британський рекорд витривалості, пробувши у повітрі 2 години 24 хвилини й подолавши відстань у 152 км по замкнутій трасі над рівниною Лаффан. У листопад цей рекорд був побитий Томасом Сопвічем, але в останній день року Коді вдалося протриматися у повітрі 4 години 47 хвилин і тим самим виграти Кубок Мішлен та приз у розмірі 500 фунтів стерлінгів.
Коді продовжив літати на цьому літаку в 1911 році, паралельно працюючи над новим літаком для участі в перегонах Daily Mail Circuit of Britain. У січні він здійснив примітний політ із трьома пасажирами, один з яких стояв на крилі. У березні 1911 року цей літак був показаний на Третьому міжнародному салоні в Олімпії.

## Технічні характеристики
Дані взято з книги П. Льюїса «British Aircraft 1809—1914»
- Екіпаж: 1
- Пасажири: 1
- Довжина: 11,73 м
- Розмах крила: 14 м
- Площа крила: 50 м²
- Вага порожнього: 998 кг
- Вага брутто: 1338 кг
- Силова установка: 4-циліндровий рядний двигун Green D.4 з водяним охолодженням, 60 к.с. (45 кВт)
- Максимальна швидкість: 105 км/год